# 鳥海青児

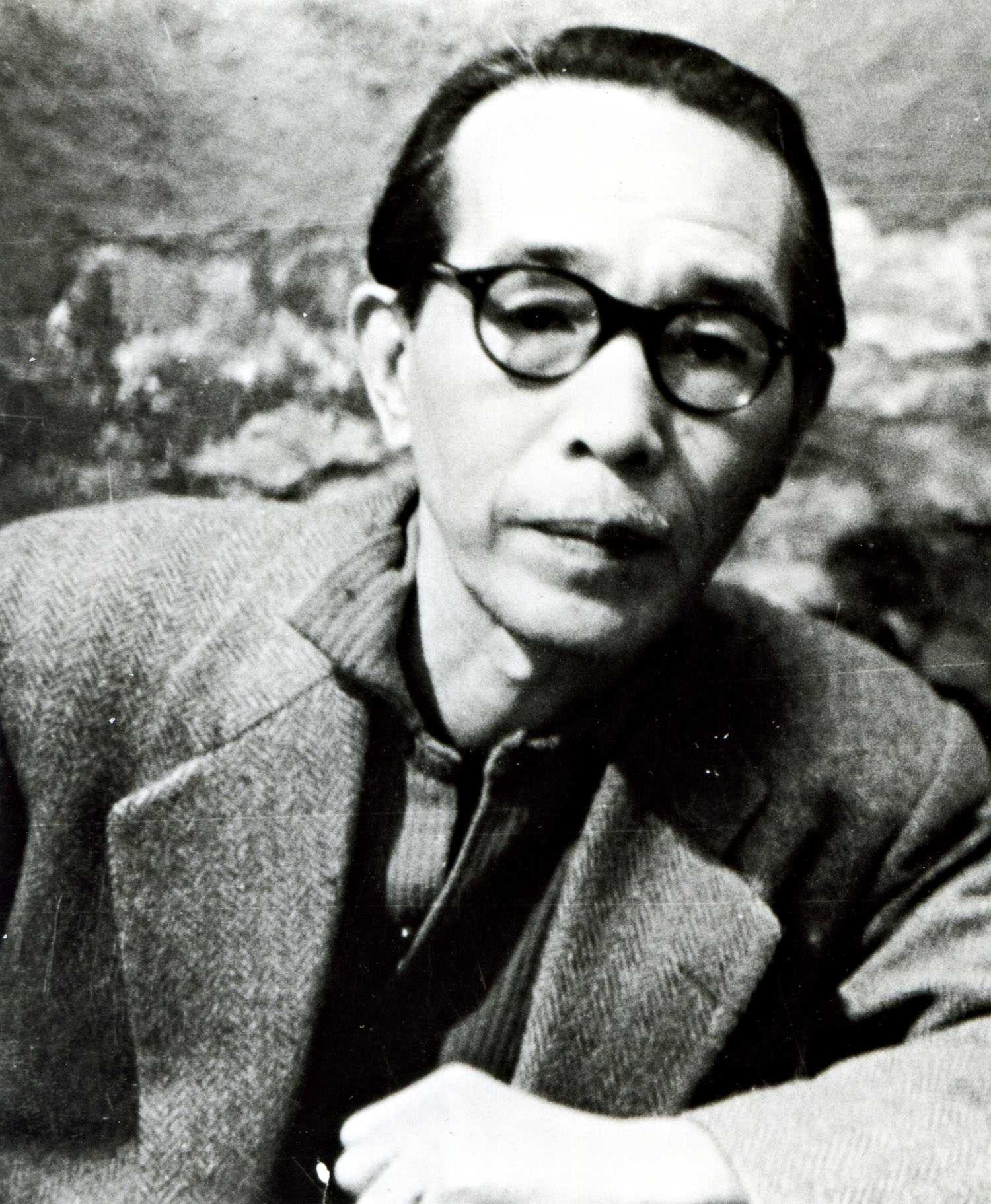
鳥海青児

鳥海 青児（ちょうかい せいじ、1902年3月4日 - 1972年6月11日）は、日本の洋画家。神奈川県中郡須馬村（現在の平塚市）生まれ。本名は正夫。
茶色を基調とした渋い色調の絵具を多用し、土壁のような絵肌の単純化された構図の作品を数多く制作した。

## 経歴
- 1902年（明治35年）3月4日、神奈川県中郡須馬村須賀1226番地に、父、鳥海力蔵、母あぐりの次男として生まれる。
- 1916年（大正5年）　藤嶺中学校（現：藤嶺学園藤沢高等学校）に編入学する。
- 1917年（大正6年）　この頃から油彩画を描きはじめる。
- 1921年（大正10年） 3月、藤嶺中学を卒業。翌月、関西大学予科に入学。
- 1922年（大正11年）　この頃から筆名の青児を名乗る。
- 1924年（大正13年） 3月、第2回春陽会展に応募した『洋女を配する図』、『平塚風景』が初入選。以後1930年（昭和5年）まで連続入選を果たす。また、この頃三岸好太郎の知遇を得る。
- 1927年（昭和2年）　関西大学経済学部を卒業。
- 1928年（昭和3年） 三岸好太郎、三岸節子、森田勝と札幌市に滞在。『水無き川』を制作。
- 1929年（昭和4年）　『うづら』を制作。
- 1930年（昭和5年） 5月、フランスのパリに渡欧。9月にアルジェリアを訪問。翌年パリに戻る。
- 1931年（昭和6年） パリにて、滞欧していた海老原喜之助、野口弥太郎、森田勝と交遊する。
- 1932年（昭和7年） アルジェリアからモロッコへ旅行。ゴヤの絵画を見るためにスペインのマドリードに5ヶ月滞在。パリに戻ったのち、レンブラントを見るためにオランダのアムステルダムに赴く。途次、アントウェルペンで貿易商を営んでいた日本人実業家宮田耕三の知遇を得る。『闘牛』を制作。
- 1933年（昭和8年）　『ノートルダム』を制作。2月には帰国し春陽会会員になる。以後1943年に退会するまで同会を主な作品発表の場として活躍する。
- 1934年（昭和9年）　『川沿いの家』を制作。
- 1935年（昭和10年） 油彩画と並行して、大津絵の制作を始める。
- 1936年（昭和11年） 『信州の畠』、『道化』を制作。
- 1938年（昭和13年） 久米正雄、山田耕筰、西條八十とともに中国旅行。
- 1939年（昭和14年） 作家の美川きよと結婚後、再び中国へ旅行。浮世絵の収集を始める。初めて沖縄へ旅行する。
- 1940年（昭和15年）　『沖縄風景』を制作。
- 1941年（昭和16年）　原精一と男鹿半島に旅行。
- 1942年（昭和17年） 仏画に興味を抱き、表具の自装に熱中する。
- 1943年（昭和18年） 春陽会を脱退し、独立美術協会会員となる。以後、最晩年まで同会に作品を発表し続ける。
- 1945年（昭和20年） 鎌倉市雪の下に移住。夏、一時的に神奈川県伊勢原に疎開。同地で敗戦を知る。
- 1946年（昭和21年） 神西清、佐藤正彰、今日出海らと弘前へ講演旅行。
- 1947年（昭和22年） 大阪、京都、福井に旅行。会津八一、小山富士夫らの知遇を得る。
- 1949年（昭和24年） 1月26日に起こった法隆寺金堂壁画の火災焼失を知り、ショックを受ける。夏、福井に旅行。『オランダ水差しとレモン』を制作。
- 1952年（昭和27年）　東京麻布飯倉片町に移転。
- 1953年（昭和28年）　作庭に興味を持つ。ハリー・パッカードの知遇を得る。
- 1957年（昭和32年） 4月から11月にかけて、原精一とヨーロッパ旅行。第4回サンパウロ・ビエンナーレに10点出品。『かぼちゃ』がニューヨーク近代美術館に収蔵される。
- 1958年（昭和33年）　文化財保護委員会の審議委員となる。6月に沖縄を再訪。『ピカドール』制作。
- 1959年（昭和34年） 12月から翌年2月にかけて、エジプト、イラン、イラク、インドへ旅行。『壁の修理』、『家の修理』を制作。
- 1960年（昭和35年） 12月から翌年4月にかけて、小野忠弘、三木淳とともに中南米へ旅行。ペルーのクスコ、マチュピチュの遺跡を巡り、ハワイ、タヒチに回る。
- 1963年（昭和38年） 6月、中川一政を団長とする画家代表団の一員として中国を訪問。
- 1964年（昭和39年）　ブリヂストン美術館が鳥海の記録映画を制作する。『昼寝するメキシコ人』を制作。
- 1968年（昭和43年）　『小説新潮』の表紙絵を一年間描く。
- 1972年（昭和47年） 6月11日、虎ノ門病院で肺炎のため死去。享年70。同月24日に青山葬儀所にて告別式が営まれる。

## 作風
砂を混ぜた渋い色調の絵具を厚く盛り上げたのち、それをノミで削り取る技法を好んで用い、単純な構成とざらざらとした絵肌の重厚な質感により、雅趣に富む味わいと気品を湛える画風を確立した。この技法には、鳥海がたびたびアジア諸国へ旅行した際に見た土が影響しているとも考えられる。また彼の茶を基調にした作品は、日本の油彩画の一典型とも見なされている。

## 受賞歴
- 1928年（昭和3年）－第6回春陽会賞（『芦屋風景』、『水無き川』）
- 1929年（昭和4年）－第7回春陽会賞（『北海道風景』）
- 1956年（昭和31年）－第6回芸術選奨文部大臣賞
- 1958年（昭和33年）－第3回現代日本美術展最優秀賞（『ピカドール』）
- 1959年（昭和34年）－第10回毎日美術賞

## 代表的な絵画作品

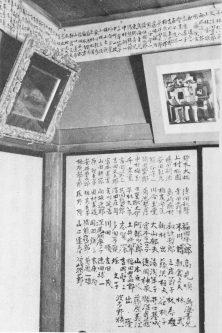
土門拳の自宅に飾られた『うづら』（左、1950年撮影）

- 『平塚風景』[1]（1926年）　神奈川県立近代美術館
- 『水無き川』　（1928年）
- 『うづら』　（1929年）　宮城県美術館
- 『闘牛』[2]　（1932年）　茨城県近代美術館
- 『ノートルダム』　（1933年）　メナード美術館
- 『川沿いの家』　（1934年）　大原美術館
- 『信州の畠』　（1936年）　東京都現代美術館
- 『道化』　（1936年〜1938年）　平塚市美術館
- 『沖縄風景』　（1940年）　同上
- 『オランダ水差しとレモン』　（1949年〜1951年）　同上
- 『ピカドール』　（1958年）　同上
- 『壁の修理』　（1959年）　同上
- 『昼寝するメキシコ人』[3]　（1964年）　神奈川県立近代美術館
- 『フラメンコ』　（1971年）　平塚市美術館

## 画集
- 『鳥海青児滞欧素描集』　造形芸術研究所出版部　1958年
- 『鳥海青児画集』　三彩社　1967年
- 『鳥海青児画集』　いとう画廊　1968年
- 『画業50年記念｢鳥海青児展｣記念画集』（非売品）　毎日新聞社　1971年
- 『日本の名画35　鳥海青児』　講談社　1974年
- 『現代日本の美術　第13巻　鳥海青児／岡鹿之助』　集英社　1975年